# Marianne Sägebrecht
Marianne Sägebrecht (Starnberg, 27 agosto 1945) è un'attrice tedesca, nota soprattutto per i ruoli da protagonista in Sugar Baby e Bagdad Café e per la sua apparizione ne La guerra dei Roses.

## Biografia
Prima di introdursi nello Show-Business, la Sägebrecht aveva lavorato come impiegata in un laboratorio medico e come collaboratrice giornalistica. Dichiarò che ad ispirarla era la folle personalità di re Ludovico II di Baviera. Definita la “Madre della sottocultura monacense” fu scoperta da Percy Adlon, che ne fece la sua musa. La Sägebrecht, forte di una fisicità prorompente (175 cm di altezza per una stazza di 110 kg), fu l'eroina di Sugar Baby, nel 1985, in cui apparve a torso nudo.
Successivamente si dedicò al mercato americano, partecipando a La guerra dei Roses, in cui interpretava la possente colf della coppia Turner-Douglas. Tornata in Germania, fu la nevrotica Mona von Snead in Mona Must Die, in cui interpreta una moglie afflitta da manie di persecuzione omicide. Ha preso parte anche nel film Asterix & Obelix contro Cesare, nel 1999, in cui interpreta Bonnemine. Il suo personaggio caratteristico è quasi sempre stato quello della donna dura, fisicamente forte e imponente, ma dalla fragile e dolce interiorità.
Dopo la fine degli anni 90 le sue interpretazioni si sono ridotte a poche apparizioni in ruoli secondari.

## Filmografia parziale
- Il pendolo (1983)
- Im Himmel ist die Hölle los (1984)
- Ein irres Feeling (1984)
- Sugar Baby (1985)
- Bagdad Café (Out of Rosenheim) (1987)
- Crazy Boys (1987)
- Il dittatore del Parador in arte Jack (1988)
- Rosalie va a fare la spesa (1989)
- La guerra dei Roses (1989)
- Marta ed io (1991)
- Demoniaca (1992)
- La vida láctea (1992)
- Mr. Bluesman (1993)
- Taboo Parlor, episodio di Erotique - Oltre i confini dell'erotismo (Erotique) (1994)
- Mona Must Die (1994)
- Un figlio diverso (1994)
- All Men are Mortal (1995)
- Beauville - cortometraggio (1995)
- L'orco (1996)
- Lorenz im Land der Lügner (1997)
- Soleil, regia di Roger Hanin (1997)
- Johnny (1997)
- Left Luggage (1998)
- Spanish Fly (1998)
- Asterix & Obelix contro Cesare (1999)
- Großglocknerliebe (2003)
- Omamamia (2012)
- Der Kreis (2014)